# Ksar El Hirane
Ksar El Hirane (în arabă قصر الحيران) este o comună din provincia Laghouat, Algeria.
Populația comunei este de 23.841 de locuitori (2008).